# Distrikt San Javier de Alpabamba
Der Distrikt San Javier de Alpabamba liegt in der Provinz Páucar del Sara Sara in der Region Ayacucho in Südzentral-Peru. Der Distrikt wurde am 24. Juli 1952 gegründet. Er besitzt eine Fläche von 118 km². Beim Zensus 2017 wurden 312 Einwohner gezählt. Im Jahr 1993 lag die Einwohnerzahl bei 446, im Jahr 2007 bei 510. Sitz der Distriktverwaltung ist die 2630 m hoch gelegene Ortschaft San Javier de Alpabamba mit 103 Einwohnern (Stand 2017). San Javier de Alpabamba liegt 25 km nördlich der Provinzhauptstadt Pausa.

## Geographische Lage
Der Distrikt San Javier de Alpabamba liegt in der Cordillera Volcánica im östlichen Norden der Provinz Páucar del Sara Sara. Er befindet sich am Ostufer des nach Süden fließenden Río Huanca Huanca.
Der Distrikt San Javier de Alpabamba grenzt im Westen an den Distrikt Marcabamba, im Nordwesten und im Norden an den Distrikt San Francisco de Ravacayco (Provinz Parinacochas), im Nordosten an den Distrikt Oyolo sowie im Südosten an den Distrikt Colta.

## Ortschaften
Neben dem Hauptort gibt es folgende größere Ortschaften im Distrikt:
- Alpabamba
- Alpahuaycco
- Casma-Pallapalla
- Challhua
- Chilloreta
- Colpar
- Huallhua
- Huayrana
- Inca
- Lanccochayocc
- Llayo
- Lucmani
- Soteca